# 无子女税
无子女税（俄语：налог на бездетность）是20世纪40年代苏联等共产党国家生育主义政策。苏联领导人斯大林制定了该政策以鼓励成年人生育，以增加苏联人口。该收入税税率为6%，涉及25岁至50岁的男性和20至45岁的女性。该税一直实行至苏联解体。2006年，俄罗斯卫生部部长呼吁重新启用该税种。